# Oberamt Oberkirch
Das Oberamt Oberkirch war in napoleonischer Zeit eine Verwaltungseinheit im Land Baden. Es bestand von 1803 bis 1807.

## Entstehung

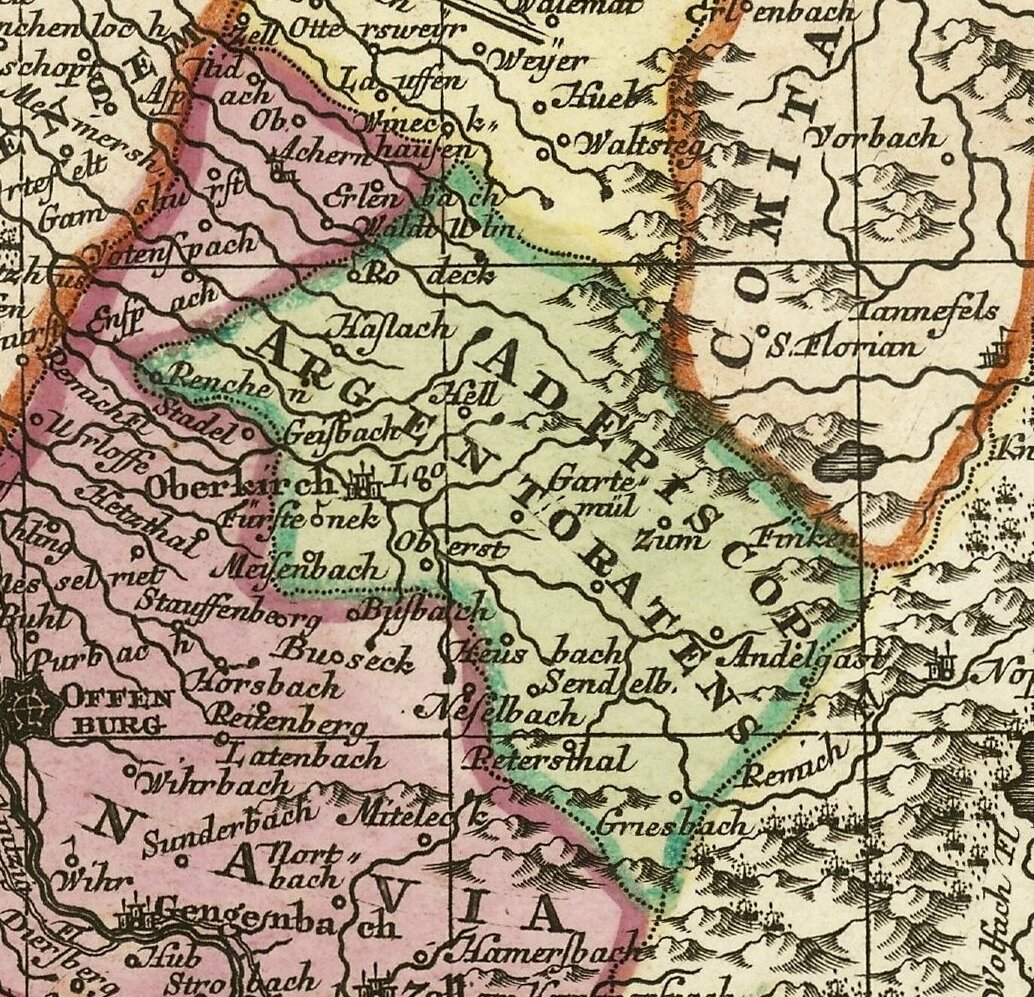
Herrschaft Oberkirch um 1750

Mit dem Reichsdeputationshauptschluss von 1803 konnte die zum Kurfürstentum aufgewertete Markgrafschaft Baden erhebliche Gebietsgewinne verzeichnen. Deren Regierung erließ daraufhin kurz nacheinander mehrere Organisationsedikte, von denen zwei die neue Verwaltungsstruktur des Landes festlegten. Im dritten von ihnen wurde das Land in drei Provinzen untergliedert, im sechsten die darunter gelagerte Ebene behandelt. Für den geographisch gesehen mittleren Bereich, rund um die historischen Zentren Baden-Baden und Baden-Durlach, war es die Provinz der Markgrafschaft, auch Badische Markgrafschaft genannt. Es folgte, neben einer Obervogtei, die Ausweisung von vier Landvogteien. Letzteren wurden jeweils mehrere Ämter zugewiesen. Bis zur Errichtung dieser Landvogteien wurden übergangsweise Oberämter eingerichtet, die Teile der künftigen Landvogteien umfassten. Für den Bereich der Landvogtei Yberg, der insgesamt sechs Ämter zugeordnet wurden, waren es die Oberämter Bischofsheim, Yberg und Oberkirch.
Den Kern des Oberamtes Oberkirch bildete die vom Hochstift Straßburg zu Baden gekommene Herrschaft Oberkirch ohne die Gegend um Sasbach, die dem Oberamt Yberg zugeteilt wurde. Hinzu kam das altbadische Amt Staufenberg. Das Oberamt hatte einen doppelten Sitz in Oberkirch und Renchen. Dementsprechend untergliedert wurde es in  die Ämter Oberkirch und Renchen.

## Leiter der Verwaltung
Der mit der Leitung, als Landvogt, beauftragte Franz von Lassolaye hatte zuvor in gleicher Funktion in straßburgischen Diensten gestanden.

## Weitere Entwicklung
Da es nicht zur Errichtung der Landvogtei kam, blieb das Oberamt zunächst bestehen. 1807 wurde es, wie auch die bestehenden Landvogteien, aufgelöst. Das Amt Renchen wurde aufgeteilt zwischen dem neu errichteten Obervogteiamt Achern und dem nun als Oberamt titulierten Amt Oberkirch. Die nun als Vogtei Durbach bezeichnete frühere Herrschaft Staufenberg kam zum Bezirksamt Offenburg. Oberkirch wurde eigenständig und war nun direkt der Ebene der Provinzen unterstellt.
Die genannten Ämter entwickelten sich später zu Bezirksämtern. 1936 wechselte der zum Bezirksamt  Achern geschlagene Teil zum Bezirksamt und späteren Landkreis Kehl. Zugleich wurde Oberkirch aufgelöst, kam zum Bezirksamt Offenburg und so 1939 zum Landkreis Offenburg. Seit der Kreisreform 1973 sind die verschiedenen Teile des ehemaligen Oberamtes unter dem Dach des Ortenaukreises wieder vereinigt.